# Subprefectura de Itaim Paulista
La subprefectura de Itaim Paulista es una de las 32 subprefecturas de la ciudad de São Paulo, siendo regida por la Ley Nº 13,999 del 1 de agosto del 2002.
Está conformada por dos distritos: Itaim Paulista y Vila Curuçá que sumados representan un área de 21.7 kilómetros cuadrados y una población de 358.888 habitantes.